# Sexting

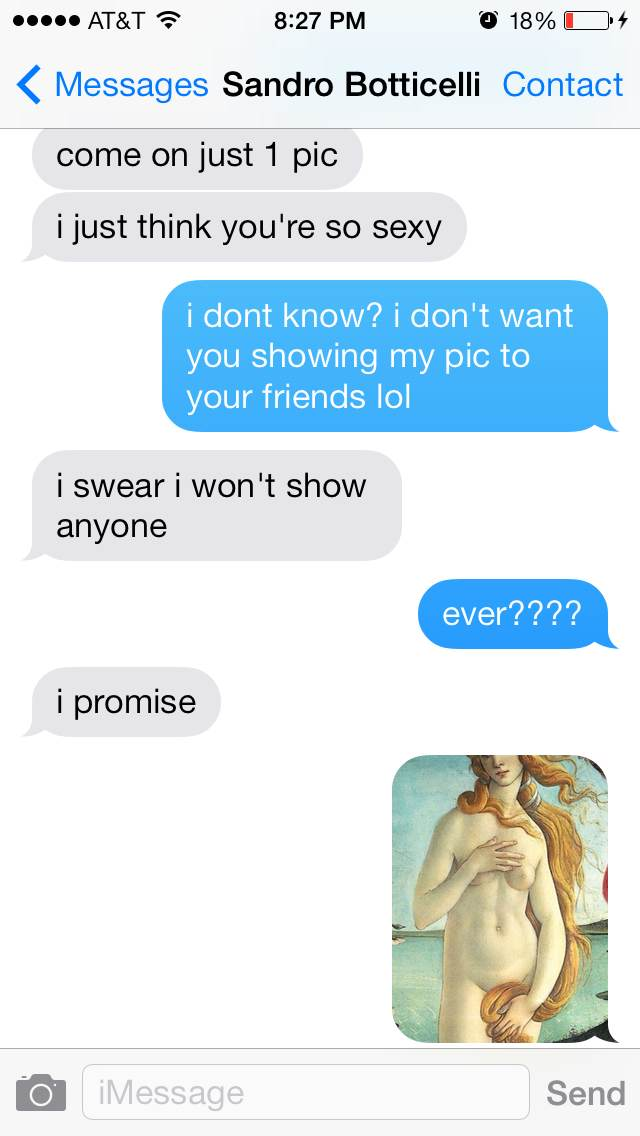
Una conversazione di sexting simulata che usa il dipinto la Nascita di Venere, dell'artista rinascimentale Sandro Botticelli

Il termine sexting, derivato dalla fusione delle parole inglesi sex (sesso) e texting (inviare messaggi elettronici), è un neologismo usato per indicare l'invio di messaggi, testi, video e/o immagini sessualmente espliciti, principalmente tramite il telefono cellulare o tramite internet.
Il termine fu usato per la prima volta nel 2005 in un articolo sulla rivista australiana Sunday Telegraph Magazine e apparve ufficialmente sul Merriam/Webster's Collegiate Dictionary nell'agosto 2012.

## Caratteristiche e definizione del fenomeno
Secondo uno studio commissionato nel 2009 dal Pew Research Center di Washington, il sexting può essere suddiviso nelle seguenti tipologie: 
- Scambio di immagini e testi solamente tra due partner
- Scambi di immagini e testi che non coinvolgono solo i due partner ma sono condivisi con altri soggetti estranei alla relazione
- Scambi di immagini e testi tra soggetti che non intrattengono ancora una relazione ma dove almeno una delle due parti desidera averla

Il sexting, divenuto rapidamente una vera e propria moda fra i giovani soprattutto occidentali, consiste principalmente nello scambio di messaggi sessualmente espliciti e di foto e video a sfondo sessuale, spesso realizzate con il telefono cellulare, o nella pubblicazione tramite via telematica, attraverso canali come chat, social network, internet e varie app. Tali immagini, anche se inviate in origine a una ristretta cerchia di persone, in seguito si possono diffondere in modo incontrollabile e creare problemi seri alla persona ritratta.

## Aspetti sociologici e cause
Le indagini sociologiche e statistiche condotte sul tema sono numerose, specie negli Stati Uniti, e ci aiutano a inquadrare meglio la portata e le dimensioni del fenomeno. Uno studio condotto nel 2012 dal dipartimento di Psicologia dell'Università dello Utah (ricercatori Donald S. Strassberg, Ryan Kelly McKinnon, Michael A. Sustaíta e Jordan Rullo) condotta su 606 adolescenti tra i 14 e i 18 anni ha rilevato che circa il 20% degli studenti affermava di aver inviato una propria immagine sessualmente esplicita attraverso il telefono cellulare e quasi il doppio di averla ricevuta. Oltre il 25% di coloro che avevano ricevuto immagini affermava di averle inoltrate ad altri; di questi, più di un terzo l'avevano fatto pur consapevoli delle gravi conseguenze legali dell'atto.
In un'indagine di Associated Press e MTV (2009) su 1.247 intervistati di età compresa tra i 14 e i 24 anni risultava che il 13% delle donne e il 9% dei maschi avevano inviato una foto di nudo o un video di se stessi nudi o semi-nudi. Inoltre, usando un campione rappresentativo a livello nazionale di ragazzi di età compresa tra i 12 e i 17 anni, riferendosi in particolare al telefono cellulare e agli SMS, il Pew Research Center (2009) ha evidenziato che il 4% degli adolescenti che possedeva telefoni cellulari riferiva esplicitamente l'invio di immagini sessualmente esplicite di nudo o semi-nudo a un'altra persona.
McDaniel e Drouin hanno pubblicato un interessante studio nel novembre 2015 che ha esaminato un campione di coppie sposate o conviventi (180 mogli e 175 mariti). Gli adulti sposati praticano sexting tra loro, ma è molto meno comune rispetto alle relazioni tra giovani adulti, e consiste principalmente di conversazioni a sfondo sessuale o intimo (il 29% ha riferito di instaurare conversazioni di sesso con il partner) o di foto o video sessualmente espliciti (il 12% ha segnalato l'invio di foto di nudo o semi-nudo). L'invio di messaggi a sfondo sessuale è stato positivamente correlato a un rapporto soddisfacente solo tra quelli con alti livelli di evasione.
L'invio di immagini sessualmente esplicite era legato alla soddisfazione per gli uomini, mentre per le donne si collegava con alti livelli di ansia. Inoltre, l'invio di immagini sessualmente esplicite era legato a una maggiore indecisione sia tra gli uomini che tra le donne.
Obiettivo di un'altra interessante ricerca svolta dal Dipartimento di Scienze della Salute dell'Università dell'Arkansas Centrale di Conway è stato quello di evidenziare una sorta di algoritmo per identificare e monitorare i comportamenti di sexting tra gli universitari. I partecipanti erano 697 studenti di una università pubblica del Midwest e il metodo un questionario in 111 punti che misurava l'attività sessuale dei partecipanti (ad esempio, la gamma di comportamenti diversi dal sexting) per quanto riguarda i costrutti dalla cosiddetta Teoria dell'Azione Ragionata (attitudini, norme soggettive, intenzioni comportamentali, comportamenti), i livelli di autostima a livello globale e la demografia dei selezionati.
Sono stati ottenuti questi algoritmi e le conclusioni sono state che le norme sociali e i tratti della personalità possono aiutare a prevedere quali fra i giovani adulti considerati dimostrino inclinazioni a compiere atti di sexting e per quali scopi. Molti studenti universitari praticano il sexting per differenti ragioni e quelli che hanno iniziato a fare sexting molto probabilmente lo rifaranno di nuovo. Non solo, ma anche fra quelli che non avevano compiuto mai atti di sexting, molti semplicemente affermavano che gliene era mancata l'occasione.
Un interessante studio riferito primariamente alla realtà australiana condotto nel 2011 da Shelley Walker, Lena Sanci e Meredith Temple-Smith e promosso dall'Australian Government Department of Health and Ageing descrive il sexting come un fenomeno sociale largamente diffuso tra la gioventù locale, sostenuto e incentivato da uno scenario di diffusissima abitudine alle nuove tecnologie della comunicazione, come dimostra il possesso di almeno un telefono cellulare da parte dei giovani australiani (circa il 90% per la fascia di età 15-17 anni). Dall'indagine citata, alla quale si rinvia per i dati statistici, si delinea un fenomeno di ampia portata, diffuso maggiormente in alcune fasce etniche, che tuttavia i giovani intervistati, maschi e femmine, non sembrano riconoscere come un vero e proprio problema ma come una semplice modalità di relazione che non desta preoccupazioni particolari.
Gli autori e numerosi altri studi citati nel rapporto della Walker convergono nel riconoscere quali cause di questo orientamento sia la naturale ricerca dell'identità sessuale propria degli adolescenti (agevolata e velocizzata nella sua espressione dalle nuove tecnologie), sia una sorta di familiarità e di assuefazione ai contenuti sessualmente espliciti favorito dalla facilità di accesso a tali dati (immagini, filmati e testi) sul web in assenza di reali sbarramenti al libero accesso a tale fonte. Ma soprattutto il principale fronte di riflessione e di spunto per azioni educative correttive sembra l'assenza di informazione dei giovani sulle conseguenze del fenomeno da parte delle famiglie e delle istituzioni scolastiche che dovrebbero agire a loro tutela.
I ragazzi spesso non sembrano consapevoli di scambiare materiale pedopornografico che potrebbe arrivare nelle mani sbagliate e causare gravi conseguenze emotive per i protagonisti delle immagini e dei video. Giovanni Boccia Artieri e Piermarco Aroldi, docenti e sociologi italiani, affermano che, nonostante non si abbiano sufficienti dati certi, questo fenomeno sia in realtà abbastanza diffuso, per certi aspetti più fra gli adulti che non fra i ragazzi. Questo perché i ragazzi hanno una vita che non è ancora incanalata in schemi talvolta ripetitivi e fortemente stressanti. I giovani adulti, sempre più a contatto con responsabilità e pesanti carichi lavorativi, con tempi e ritmi sempre più innaturali, sembrano più inclini al sexting. Sostengono, inoltre, che gli adulti, attraverso l'uso del web per incontri occasionali, utilizzino applicazioni e siti vari per il contatto iniziale e, successivamente, procedono con lo scambio di un recapito con il quale potersi scambiare immagini esplicitamente sessuali, oppure tramite sistemi di webcam che collegano in maniera casuale e in tempo reale due degli utenti online.

## Iniziative per un uso sicuro di internet e dei cellulari da parte dei minori
Considerando i rischi della Rete in cui bambini e adolescenti si possono imbattere, il network europeo INSAFE, che promuove la sicurezza e l'utilizzo responsabile di internet e cellulari da parte dei minori, promuove ogni anno nel mese di febbraio il Safer Internet Day.
Tra le varie associazioni che si occupano di diffondere una presa di consapevolezza sui rischi delle nuove tecnologie per bambini e ragazzi, in Italia Telefono Azzurro è impegnato nella promozione di un uso sicuro di Internet e cellulari nelle scuole, e partecipa al Safer Internet Day con varie iniziative.
Per diffondere una cultura della sicurezza in rete, un ruolo centrale è svolto dalla sensibilizzazione delle figure educative (in primo luogo genitori e insegnanti) e dei ragazzi stessi a un utilizzo consapevole delle nuove tecnologie. Per questo sono disponibili consigli per i genitori, che si trovano ad affrontare nuove problematiche nell'educazione dei loro figli, legate all'utilizzo delle nuove tecnologie; consigli per gli insegnanti, che aiutino i docenti a indirizzare gli alunni verso un utilizzo consapevole di Internet, e consigli per i ragazzi, per navigare in sicurezza.
A questo proposito, l'organizzazione Save the Children, insieme alla Commissione europea, promuove ogni anno una campagna denominata "Posta con la testa", al fine di sensibilizzare i più giovani su questo argomento, al fine di renderli consapevoli dei rischi legati alla pubblicazione di immagini che dovrebbero rimanere private.
Sia Telefono Azzurro, sia Save the Children fanno parte di INHOPE. l'associazione internazionale che promuove la cooperazione tra le hotlines del mondo, la cui mission è la protezione dei giovani dagli usi illegali e dannosi del web e la lotta alla pedopornografia su Internet.

## Casi celebri
Destò scalpore negli Stati Uniti il caso del politico Anthony Weiner, coinvolto in due scandali sessuali legati al sexting. Il caso venne denominato Weinergate: Weiner avrebbe inviato un'immagine fortemente esplicita a una donna di 21 anni, Lisa Weiss, a Bellingham, attraverso il social Twitter, successivamente diffusa in pubblico. Il secondo scandalo ha avuto luogo nel 2013 attraverso foto esplicite da lui inviate sotto lo pseudonimo di "Carlos Pericolo" a una donna di 22 anni. Il forte impatto sull'opinione pubblica portò Weiner alle dimissioni. Ebbero una certa notorietà tra il pubblico statunitense anche altri scandali, tra i quali ricordiamo quello che coinvolse Alexander Rodriguez, il famoso giocatore di baseball dei New York Yankees.
In Italia ricordiamo per esempio il caso di Chiara Fantoni, Miss Modena 2008, che fu scartata nelle selezioni di Miss Italia poiché apparsa in foto in pose sconvenienti.

## Aspetti legali
Il possesso, la produzione, l'invio di materiale a sfondo sessuale in Italia è considerato reato quando vede coinvolti minori di 18 anni (artt. 600-ter e 600-quater cod. pen.).
L'Unione Europea in diversi suoi documenti (Parere del Comitato economico e sociale europeo sul tema «Utilizzo responsabile delle reti sociali e prevenzione dei disturbi a queste associati», motivazioni della «Risoluzione del Parlamento Europeo sulla tutela dei minori nel mondo digitale») colloca il sexting tra i rischi legati alla rete e rimanda agli Stati membri l'autoregolamentazione della legislazione.
Negli USA non esiste omogeneità legislativa per quanto riguarda il sexting. Negli Stati in cui non esiste una legislazione specifica sul fenomeno, si applicano generalmente le leggi sulla pornografia e sulla pedopornografia. Tra il 2009 e il 2013, 42 Stati americani hanno discusso proposte di legge sul sexting ma non tutte sono state rese esecutive. Nel 2012 Hawaii, New York, Pennsylvania e South Dakota hanno approvato leggi sul sexting e nel 2013 anche Arkansas, Georgia e West Virginia hanno promulgato leggi che disciplinano il crescente fenomeno. Al luglio 2015, 20 Stati americani hanno approvato leggi relative al sexting.
I casi giudiziari relativi a situazioni di sexting sono stati svariati in tutto il mondo; possono essere citati per esempio il caso di 32 adolescenti australiani dello Stato di Victoria perseguiti per attività di sexting nel 2007.
Nel 2009 a Greensborough, Pennsylvania, sei adolescenti (tre maschi e tre femmine) furono processati per pedopornografia per essersi scambiati fotografie esplicite. Risulta interessante la condotta del procuratore distrettuale del Wyoming Skumanick che, nel caso Miller, riguardante un episodio di sexting tra minorenni, invece di procedere penalmente richiese l'impegno dei soggetti coinvolti a partecipare a un programma rieducativo.